# Усть-Чебула
Усть-Чебула — село в Чебулинском районе Кемеровской области. Административный центр и единственный населённый пункт Усть-Чебулинского сельского поселения.

## География
Центральная часть населённого пункта расположена на высоте 129 м над уровнем моря.

## Население
| 2010 | 2012 | 2013 | 2014 | 2015 | 2016 | 2017 |
| ---- | ---- | ---- | ---- | ---- | ---- | ---- |
| 686  | ↘661 | ↘640 | ↘622 | ↘590 | ↗595 | ↘577 |
| 2018 | 2019 |      |      |      |      |      |
| ↘574 | ↗587 |      |      |      |      |      |

### Половой состав
По данным Всероссийской переписи населения 2010 года, в селе Усть-Чебула проживало 686 человек (337 мужчин, 349 женщин).

## Известные уроженцы
- Баламуткин, Григорий Васильевич (1918—1985) — советский лётчик штурмовой авиации, майор, Герой Советского Союза.